# Édouard Beaupré
Édouard Beaupré (Willow Bunch, Saskatchewan; 9 de enero de 1881-San Luis (Misuri); 3 de julio de 1904) fue un hombre afectado de gigantismo que se exhibió por su gran estatura de 2,33 m (7′ 8″) en espectáculos de rarezas y circos en los primeros años del siglo XX. Se le conoció como el "El gigante de Willow Bunch". Su certificado de defunción lo describe como de 2,51 m (8′ 3″) de altura, y aún creciendo en el momento de fallecer.

## Biografía

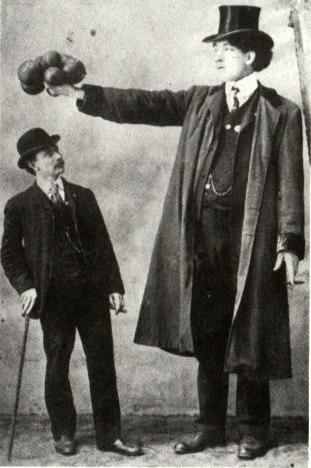
Fotografía del año 1900 de Édouard Beaupré posando con su padre Gaspard, de 1,70 m.

Édouard Beaupré nació el 9 de enero de 1881 como el primero de los veinte hijos fruto del matrimonio formado por Gaspard (1853-1927) y Florestine (de soltera, Piché; 1865-1915) Beaupré, ambos descendientes de colonos franceses. Nació en la recién fundada parroquia de Willow Bunch, Saskatchewan, Canadá, y fue el primer niño bautizado en ella. Edouard tuvo un desarrollo normal hasta los 6 años, cuando de repente empezó a crecer de modo dramático al punto de que a los 9 años medía 1,85 m y a los 17 había alcanzado los 2,18 m. Su certificado de defunción declara erróneamente una altura de 2,51 m.
Su padre era cargador de ganado para el comerciante Jean-Louis Légaré y Edouard le acompañaba a menudo en sus viajes. Un caballo asustado le propinó una coz que le desfiguró el rostro para siempre. Era un consumado jinete y soñaba con ser vaquero, por lo que a los 15 años dejó la escuela para dedicarse al rancho, pero tuvo que renunciar porque sus pies tocaban el suelo cuando cabalgaba, incluso sobre los caballos más altos. Finalmente, amigos y parientes le convencieron de aprovechar su tamaño para ayudar económicamente a su creciente familia. Como El Gigante de Willow Bunch, recorrería desde 1898 el circuito canadiense y estadounidense de ferias y espectáculos de rarezas, exhibiéndose, enfrentándose a forzudos y realizando demostraciones de fuerza. La más apreciada consistía en agacharse debajo de un caballo y levantarlo con los hombros, asegurándose que llegó a levantar equinos de hasta 400 k
En Montreal, el 25 de marzo de 1901, luchó contra el famoso forzudo Louis Cyr. Se estableció que las medidas de Louis eran 1,75 m de altura y 166 kilos de peso y las de Édouard 2,33 m y 164 kilos. La lucha fue breve y ganó Cyr. Para entonces Beaupré se sentía enfermo y dolorido, siendo diagnosticado de tuberculosis en 1902.
Fue contratado por el circo Barnum & Bailey y cuando llegó con él a la Exposición Universal de San Luis de 1904, se encontraba muy mal, muriendo el 3 de julio de 1904 a los 23 años. Los médicos determinaron que al momento del deceso, seguía creciendo.
Gaspard viajó hasta San Luis para recoger el cuerpo de su hijo, pero tuvo que regresar solo al no poder afrontar el pago de la tarifa doble exigida por el transporte. El padre no se preocupó pues creía que el cadáver sería enterrado en la ciudad o donado a la ciencia. No sería el caso. El circo se negó a pagar los costos funerarios y el cuerpo de Edouard Beaupré fue embalsamado y puesto en exhibición en un museo de curiosidades.
En 1905 la momia fue comprada por otro circo. Cuando el circo se declaró en quiebra, el cuerpo apareció en 1907 abandonado en un cobertizo, siendo reclamado por la Universidad de Montreal. Allí fue estudiado, establecidas sus medidas reales y que su gigantismo se debía a una secreción excesiva de la hormona del crecimiento por parte de la glándula pituitaria.
Muchos años más tarde, en 1975, Ovila Lespérance, un sobrino de Beaupré, descubrió el paradero del cuerpo de su tío. Deseando darle un entierro digno, lo reclamó a la universidad. Esta se negó a entregarlo aduciendo que era necesario para la investigación científica. Finalmente, se llegó a un acuerdo en 1989. Para asegurarse de que no sería públicamente expuesto o mercantilizado, los familiares insistieron en que el cuerpo fuera incinerado. Las cenizas fueron trasladadas a Willow Bunch y enterradas en el cementerio local el 7 de julio de 1990.